# パット・サミット
パット・サミット (Patricia "Pat" Head Summitt、1952年6月14日 - 2016年6月28日) は、アメリカ合衆国の元女子大学バスケットボールチームの監督、現在テネシー大学女子バスケットボールチーム、ヴォランティアズ(Vols)の名誉監督。NCAAのバスケットボールの歴史において、男子チーム、女子チーム共、全地区から見ても最も高い勝率を挙げている。1974年から2012年の監督人生全てをVolsに注いでNCAAでVolsを8回全米優勝に導き、カリフォルニア大学ロサンゼルス校の男子チームの監督ジョン・ウッデンに続いて2番目の成績である。彼女は1,000勝したNCAA史上唯一の監督で、全体の大学で1,000勝した監督の3人のうちの1人である。2000年4月、ネイスミス・バスケットボール監督に認定された。2009年、『Sporting News 』で全てのスポーツの史上最も優れた監督50名で唯一の女性として11番目に入った。38年間の監督人生で1度も休んだシーズンはなかった。2012年、ホワイトハウスからバラク・オバマ大統領により大統領自由勲章が授与された。2012年、ESPY賞のアーサー・アッシュCourage Awardを受賞。
サミットは自己啓発および略歴を含めた『Reach for the Summitt 』、1997年から1998年のVolsの活動を記した『Raise the Roof 』の2冊の著書を発表している。

## 生い立ち
テネシー州クラークスヴィルでパトリシア・スー・ヘッド(Patricia Sue Head )として生まれた。3人の兄がおり、上からトミー、チャールズ、ケネスである。1980年、R・B・サミットと結婚したが、2007年離婚。1990年に生まれた息子ロス・タイラー・サミットはテネシー大学男子バスケットボールの控え選手であった。2012年5月の卒業後、2012年から2013年のシーズンでマーケット大学女子バスケットチームのアシスタント・コーチとして雇われた。ESPNのコラムニストジーン・ウォイチェホフスキは彼を『ビタースウィート・アイロニー』と評している。マーケット大学での雇用が発表されたまさにその日、母親のパットの退職が発表された。
クラークスヴィルには女子バスケットボール・チームはなかったが、サミットが高校生の頃にヘンリエッタ近くに引っ越し、チーサム郡のバスケットボール・チームで活動することができた。そこからテネシー大学マーティン校に通い、社交クラブChi Omega のメンバーとなり、テネシー大学マーティン校初の女子バスケットボール監督ネイディン・ジャーリンのもとで全米優勝した。1970年、性差別を禁じるタイトル・ナイン制定までまだ2年あり、女子にはスポーツ奨学金がなかった。サミットの兄弟はそれぞれスポーツ奨学金が与えられたが、彼女の両親は彼女に大学の授業料を支払わなくてはならなかった。1976年のモントリオールオリンピックの女子トーナメントの開幕試合に全米選抜女子バスケットボール・チームの共同キャプテンとなり、銀メダルを獲得、8年後の1984年、全米女子チームの監督となり、オリンピックで金メダルを獲得し、アメリカで最初のバスケットボールのメダルとなった。

## 健康および退任
2011年8月、3ヶ月前に若年性アルツハイマー型認知症と診断されたことを発表。この診断に関わらず、監督を降りずに2011年から2012年のシーズンをこなし、1985年からサミットのもとで長期間アシスタントであったホリー・ウォーリックが大きな助けとなった。
GoVolsXtra.com のインタビューで「同情は必要ない」と語った。
アイオワ州デモインでの決勝戦でベイラー大学からの敗退で終わったシーズンの後、2012年4月18日、パット・サミットは38年間の監督生活を公式に幕を閉じ、ウォリックがサミットの後任に任命された。退任に際しての声明では「これまでもウォーリックはほとんどのことをやってきたと思っているし、彼女こそ監督に適任」だと語った。また彼女の監督退任と同時に名誉監督に任命されたが、NCAAの規則によると名誉監督はチームのベンチに着くことはできない。
彼女の在任中Association for Intercollegiate Athletics for Women (AIAW)とNCAAディヴィジョン1で行なわれた1,306試合中1,098試合の勝利をおさめた。2012年現在、男女関わらずNCAAディヴィジョン1で1,000勝を越えた監督はまだいない。
2016年6月28日、テネシー州の施設にて逝去。64歳没。